# Northumberland International 1980
Die Northumberland International 1980 im Badminton fanden in Ashington, Northumberland, England, statt.

## Finalresultate
| Disziplin    | Sieger                         | Finalist                     | Ergebnis          |
| ------------ | ------------------------------ | ---------------------------- | ----------------- |
| Herreneinzel | Kevin Jolly                    | Charlie Gallagher            | 15–2, 15–0        |
| Dameneinzel  | Gillian Gilks                  | Barbara Beckett              | 11–6, 11–2        |
| Herrendoppel | David Eddy Eddy Sutton         | Billy Gilliland Dan Travers  | 7–15, 15–13, 15–9 |
| Damendoppel  | Barbara Beckett Gillian Gilks  | Rita Durnian Jillian Pringle | 18–13, 15–7       |
| Mixed        | Billy Gilliland Barbara Sutton | David Eddy Kathleen Redhead  | 15–3, 9–15, 17–15 |